# Philautus adspersus
Philautus adspersus är en groddjursart som först beskrevs av Günther 1872.  Philautus adspersus ingår i släktet Philautus och familjen trädgrodor. Inga underarter finns listade i Catalogue of Life.